# 1976 UY
1976 UY är en asteroid i huvudbältet som upptäcktes den 31 oktober 1976 av den danske astronomen Richard West vid La Silla-observatoriet.
Asteroiden är ungefär 4,0 kilometer i diameter. Den senaste periheliepassagen skedde den 12 mars 2019.[Uppdatering behövs]